# 代没药

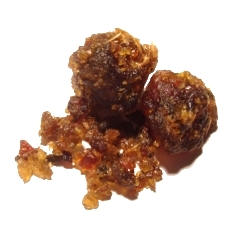
求求罗香

代没药（拉丁語：bdellium）是古希腊、古罗马典籍以及《圣经》中记载的一种树脂，其来源可能主要是求求罗香（學名：Commiphora wightii）和非洲没药树（學名：Commiphora africana）。中文版圣经常将其翻译成珍珠或真珠。
在近现代贸易中，代没药则泛指几种不同于没药的没药属植物的树脂，常译作伪没药，包括：
- 印度伪没药（英語：Indian bdellium），即求求罗香。
- 非洲伪没药（英語：African bdellium），即非洲没药。
- 香水伪没药（英語：perfumed bdellium），即香没药（英语：opopanax (perfumery)）。
- 浑浊伪没药（英語：opaque bdellium），即、等植物的树脂。